# Drăgoești (Ialomița megye)
Drăgoești község és falu Ialomița megyében, Munténiában, Romániában. A hozzá tartozó települések: Chiroiu-Pământeni, Chiroiu-Satu Nou, Chiroiu-Ungureni valamint Valea Bisericii.

## Fekvése
A megye délnyugati részén található, Călărași megye határán, a megyeszékhelytől, Sloboziatól, kilencvenegy kilométerre nyugatra, a Colceag folyó partján.

## Lakossága
| Nemzetiségek | 2002 | 2002   |
| ------------ | ---- | ------ |
| Románok      | 1160 | 99,91% |
| Romák        | 1    | 0,08%  |
| Összesen     | 1161 | 100,0% |